# Lớp Tuế
Lớp Tuế, tên khoa học Cycadopsida, là nhóm thực vật có hạt đặc trưng bởi thân gỗ mập mạp với lá cứng thường xanh tạo thành một tán lớn. Chúng thường có lá dạng lông chim.

## Phân loại
Lớp Cycadopsida
Bộ Medullosales †
Họ Alethopteridaceae
Họ Cyclopteridaceae
Họ Neurodontopteridaceae
Họ Parispermaceae
Bộ Cycadales
Phân bộ Cycadineae
Họ Cycadaceae
Phân bộ Zamiineae
Họ Stangeriaceae
Họ Zamiaceae